# Lista över fornlämningar i Gotlands kommun (Buttle)
Lista över fornlämningar i Gotlands kommun (Buttle) är en förteckning av ett urval av de fornlämningar som finns i Buttle i Gotlands kommun.
| Namn         | Lämningstyp                      | Tillkomsttid | Historisk indelning | Plats | Läge                 | ID-nr          | Bild                                      |
| ------------ | -------------------------------- | ------------ | ------------------- | ----- | -------------------- | -------------- | ----------------------------------------- |
| Buttle 1:1   | Röse                             |              | Buttle, Gotland     |       | 57.387207, 18.568230 | 10090500010001 | Ladda upp en bild av detta fornminne      |
| Buttle 2:1   | Gravfält                         |              | Buttle, Gotland     |       | 57.418017, 18.569620 | 10090500020001 | Ladda upp en bild av detta fornminne      |
| Buttle 3:1   | Husgrund, förhistorisk/medeltida |              | Buttle, Gotland     |       | 57.416840, 18.570129 | 10090500030001 | Ladda upp en bild av detta fornminne      |
| Buttle 4:1   | Husgrund, förhistorisk/medeltida |              | Buttle, Gotland     |       | 57.413726, 18.566390 | 10090500040001 | Ladda upp en bild av detta fornminne      |
| Buttle 5:1   | Husgrund, förhistorisk/medeltida |              | Buttle, Gotland     |       | 57.413010, 18.566517 | 10090500050001 | Ladda upp en bild av detta fornminne      |
| Buttle 5:2   | Husgrund, förhistorisk/medeltida |              | Buttle, Gotland     |       | 57.413008, 18.566838 | 10090500050002 | Ladda upp en bild av detta fornminne      |
| Buttle 5:3   | Husgrund, förhistorisk/medeltida |              | Buttle, Gotland     |       | 57.412688, 18.566757 | 10090500050003 | Ladda upp en bild av detta fornminne      |
| Buttle 7:1   | Stensättning                     |              | Buttle, Gotland     |       | 57.411979, 18.574606 | 10090500070001 | Ladda upp en bild av detta fornminne      |
| Buttle 8:1   | Gravfält                         |              | Buttle, Gotland     |       | 57.414399, 18.553394 | 10090500080001 | Ladda upp en bild av detta fornminne      |
| Buttle 9:1   | Gravfält                         |              | Buttle, Gotland     |       | 57.413723, 18.560185 | 10090500090001 | Ladda upp en bild av detta fornminne      |
| Buttle 12:1  | Hällristning                     |              | Buttle, Gotland     |       | 57.404368, 18.565827 | 11100000000249 | Ladda upp en bild av detta fornminne      |
| Buttle 14:1  | Husgrund, förhistorisk/medeltida |              | Buttle, Gotland     |       | 57.425956, 18.571822 | 10090500140001 | Ladda upp en bild av detta fornminne      |
| Buttle 14:2  | Husgrund, förhistorisk/medeltida |              | Buttle, Gotland     |       | 57.425910, 18.572485 | 10090500140002 | Ladda upp en bild av detta fornminne      |
| Buttle 19:1  | Husgrund, förhistorisk/medeltida |              | Buttle, Gotland     |       | 57.404263, 18.558253 | 10090500190001 | Ladda upp en bild av detta fornminne      |
| Buttle 20:1  | Husgrund, förhistorisk/medeltida |              | Buttle, Gotland     |       | 57.404921, 18.553260 | 10090500200001 | Ladda upp en bild av detta fornminne      |
| Buttle 20:2  | Husgrund, förhistorisk/medeltida |              | Buttle, Gotland     |       | 57.404398, 18.553775 | 10090500200002 | Ladda upp en bild av detta fornminne      |
| Buttle 21:1  | Husgrund, förhistorisk/medeltida |              | Buttle, Gotland     |       | 57.398250, 18.550659 | 11000000000342 | Ladda upp en bild av detta fornminne      |
| Buttle 21:3  | Husgrund, historisk tid          |              | Buttle, Gotland     |       | 57.398083, 18.550635 | 10090500210003 | Ladda upp en bild av detta fornminne      |
| Buttle 22:1  | Husgrund, förhistorisk/medeltida |              | Buttle, Gotland     |       | 57.394685, 18.553037 | 11000000000344 | Ladda upp en bild av detta fornminne      |
| Buttle 22:2  | Husgrund, förhistorisk/medeltida |              | Buttle, Gotland     |       | 57.394524, 18.553354 | 11000000000345 | Ladda upp en bild av detta fornminne      |
| Buttle 23:1  | Hällristning                     |              | Buttle, Gotland     |       | 57.398834, 18.558153 | 11100000000250 | Ladda upp en bild av detta fornminne      |
| Buttle 24:1  | Husgrund, förhistorisk/medeltida |              | Buttle, Gotland     |       | 57.401991, 18.558640 | 11000000000347 | Ladda upp en bild av detta fornminne      |
| Buttle 24:3  | Husgrund, förhistorisk/medeltida |              | Buttle, Gotland     |       | 57.401669, 18.558205 | 11000000000348 | Ladda upp en bild av detta fornminne      |
| Buttle 26:1  | Stensättning                     |              | Buttle, Gotland     |       | 57.398049, 18.548264 | 10090500260001 | Ladda upp en bild av detta fornminne      |
| Buttle 26:2  | Stensättning                     |              | Buttle, Gotland     |       | 57.398045, 18.549147 | 10090500260002 | Ladda upp en bild av detta fornminne      |
| Buttle 28:1  | Stensättning                     |              | Buttle, Gotland     |       | 57.390600, 18.541266 | 10090500280001 | Ladda upp en bild av detta fornminne      |
| Buttle 28:2  | Röse                             |              | Buttle, Gotland     |       | 57.390729, 18.541183 | 10090500280002 | Ladda upp en bild av detta fornminne      |
| Buttle 28:3  | Stensättning                     |              | Buttle, Gotland     |       | 57.390795, 18.541547 | 10090500280003 | Ladda upp en bild av detta fornminne      |
| Buttle 28:4  | Stensättning                     |              | Buttle, Gotland     |       | 57.390913, 18.541333 | 10090500280004 | Ladda upp en bild av detta fornminne      |
| Buttle 29:1  | Stensättning                     |              | Buttle, Gotland     |       | 57.389127, 18.535240 | 10090500290001 | Ladda upp en bild av detta fornminne      |
| Buttle 29:2  | Stensättning                     |              | Buttle, Gotland     |       | 57.389032, 18.535002 | 10090500290002 | Ladda upp en bild av detta fornminne      |
| Buttle 29:3  | Stensättning                     |              | Buttle, Gotland     |       | 57.388931, 18.535029 | 10090500290003 | Ladda upp en bild av detta fornminne      |
| Buttle 29:4  | Stensättning                     |              | Buttle, Gotland     |       | 57.388966, 18.535366 | 10090500290004 | Ladda upp en bild av detta fornminne      |
| Buttle 30:1  | Husgrund, förhistorisk/medeltida |              | Buttle, Gotland     |       | 57.388237, 18.533380 | 10090500300001 | Ladda upp en bild av detta fornminne      |
| Buttle 32:1  | Hällristning                     |              | Buttle, Gotland     |       | 57.395442, 18.530396 | 11100000000251 | Ladda upp en bild av detta fornminne      |
| Buttle 32:2  | Hällristning                     |              | Buttle, Gotland     |       | 57.395405, 18.530460 | 11100000000252 | Ladda upp en bild av detta fornminne      |
| Buttle 32:3  | Hällristning                     |              | Buttle, Gotland     |       | 57.395403, 18.530587 | 11100000000253 | Ladda upp en bild av detta fornminne      |
| Buttle 34:1  | Husgrund, förhistorisk/medeltida |              | Buttle, Gotland     |       | 57.397386, 18.532039 | 10090500340001 | Ladda upp en bild av detta fornminne      |
| Buttle 34:2  | Husgrund, förhistorisk/medeltida |              | Buttle, Gotland     |       | 57.397605, 18.531899 | 10090500340002 | Ladda upp en bild av detta fornminne      |
| Buttle 35:1  | Gravfält                         |              | Buttle, Gotland     |       | 57.402234, 18.509767 | 10090500350001 | Ladda upp en bild av detta fornminne      |
| Buttle 36:1  | Husgrund, förhistorisk/medeltida |              | Buttle, Gotland     |       | 57.399207, 18.506864 | 10090500360001 | Ladda upp en bild av detta fornminne      |
| Buttle 36:2  | Husgrund, förhistorisk/medeltida |              | Buttle, Gotland     |       | 57.399506, 18.506721 | 10090500360002 | Ladda upp en bild av detta fornminne      |
| Buttle 37:1  | Husgrund, förhistorisk/medeltida |              | Buttle, Gotland     |       | 57.397585, 18.511907 | 10090500370001 | Ladda upp en bild av detta fornminne      |
| Buttle 37:3  | Husgrund, förhistorisk/medeltida |              | Buttle, Gotland     |       | 57.397511, 18.511580 | 10090500370003 | Ladda upp en bild av detta fornminne      |
| Buttle 38:1  | Husgrund, förhistorisk/medeltida |              | Buttle, Gotland     |       | 57.399149, 18.511727 | 10090500380001 | Ladda upp en bild av detta fornminne      |
| Buttle 38:2  | Husgrund, förhistorisk/medeltida |              | Buttle, Gotland     |       | 57.398898, 18.512055 | 10090500380002 | Ladda upp en bild av detta fornminne      |
| Buttle 40:1  | Gravfält                         |              | Buttle, Gotland     |       | 57.392236, 18.515885 | 10090500400001 | Ladda upp en bild av detta fornminne      |
| Buttle 41:1  | Husgrund, förhistorisk/medeltida |              | Buttle, Gotland     |       | 57.395343, 18.495627 | 10090500410001 | Ladda upp en bild av detta fornminne      |
| Buttle 41:2  | Husgrund, förhistorisk/medeltida |              | Buttle, Gotland     |       | 57.395043, 18.496153 | 10090500410002 | Ladda upp en bild av detta fornminne      |
| Buttle 42:1  | Bildristning                     |              | Buttle, Gotland     |       | 57.394470, 18.500344 | 10090500420001 | Ladda upp en till bild av detta fornminne |
| Buttle 42:2  | Bildristning                     |              | Buttle, Gotland     |       | 57.394517, 18.500412 | 10090500420002 | Ladda upp en till bild av detta fornminne |
| Buttle 43:1  | Husgrund, förhistorisk/medeltida |              | Buttle, Gotland     |       | 57.395413, 18.502221 | 11000000000356 | Ladda upp en till bild av detta fornminne |
| Buttle 43:2  | Husgrund, förhistorisk/medeltida |              | Buttle, Gotland     |       | 57.395769, 18.502002 | 11000000000357 | Ladda upp en bild av detta fornminne      |
| Buttle 43:4  | Husgrund, förhistorisk/medeltida |              | Buttle, Gotland     |       | 57.395807, 18.502751 | 11000000000358 | Ladda upp en till bild av detta fornminne |
| Buttle 44:1  | Gravfält                         |              | Buttle, Gotland     |       | 57.393387, 18.494128 | 10090500440001 | Ladda upp en till bild av detta fornminne |
| Buttle 45:1  | Husgrund, förhistorisk/medeltida |              | Buttle, Gotland     |       | 57.401498, 18.492786 | 11000000000361 | Ladda upp en bild av detta fornminne      |
| Buttle 46:1  | Gravfält                         |              | Buttle, Gotland     |       | 57.400982, 18.479630 | 10090500460001 | Ladda upp en bild av detta fornminne      |
| Buttle 47:1  | Husgrund, förhistorisk/medeltida |              | Buttle, Gotland     |       | 57.399322, 18.476935 | 10090500470001 | Ladda upp en bild av detta fornminne      |
| Buttle 48:1  | Bildristning                     |              | Buttle, Gotland     |       | 57.398440, 18.475694 | 10090500480001 | Ladda upp en bild av detta fornminne      |
| Buttle 51:1  | Gravfält                         |              | Buttle, Gotland     |       | 57.407850, 18.508351 | 10090500510001 | Ladda upp en bild av detta fornminne      |
| Buttle 53:1  | Stensättning                     |              | Buttle, Gotland     |       | 57.415065, 18.556347 | 10090500530001 | Ladda upp en bild av detta fornminne      |
| Buttle 55:1  | Röse                             |              | Buttle, Gotland     |       | 57.393258, 18.555501 | 10090500550001 | Ladda upp en bild av detta fornminne      |
| Buttle 55:2  | Stensättning                     |              | Buttle, Gotland     |       | 57.393035, 18.555277 | 10090500550002 | Ladda upp en bild av detta fornminne      |
| Buttle 55:3  | Stensättning                     |              | Buttle, Gotland     |       | 57.393602, 18.555271 | 10090500550003 | Ladda upp en bild av detta fornminne      |
| Buttle 64:1  | Stensättning                     |              | Buttle, Gotland     |       | 57.414887, 18.554876 | 10090500640001 | Ladda upp en bild av detta fornminne      |
| Buttle 65:1  | Gravfält                         |              | Buttle, Gotland     |       | 57.405029, 18.516182 | 10090500650001 | Ladda upp en bild av detta fornminne      |
| Buttle 66:1  | Stensättning                     |              | Buttle, Gotland     |       | 57.407581, 18.517559 | 10090500660001 | Ladda upp en bild av detta fornminne      |
| Buttle 70:1  | Stensättning                     |              | Buttle, Gotland     |       | 57.408103, 18.509733 | 10090500700001 | Ladda upp en bild av detta fornminne      |
| Buttle 76:1  | Stensättning                     |              | Buttle, Gotland     |       | 57.413087, 18.489741 | 10090500760001 | Ladda upp en bild av detta fornminne      |
| Buttle 76:2  | Stensättning                     |              | Buttle, Gotland     |       | 57.412958, 18.489571 | 10090500760002 | Ladda upp en bild av detta fornminne      |
| Buttle 77:4  | Grav markerad av sten/block      |              | Buttle, Gotland     |       | 57.414860, 18.486721 | 10090500770004 | Ladda upp en bild av detta fornminne      |
| Buttle 88:1  | Husgrund, förhistorisk/medeltida |              | Buttle, Gotland     |       | 57.399384, 18.477921 | 10090500880001 | Ladda upp en bild av detta fornminne      |
| Buttle 88:2  | Husgrund, förhistorisk/medeltida |              | Buttle, Gotland     |       | 57.399769, 18.477934 | 10090500880002 | Ladda upp en bild av detta fornminne      |
| Buttle 92:1  | Husgrund, förhistorisk/medeltida |              | Buttle, Gotland     |       | 57.398962, 18.475207 | 10090500920001 | Ladda upp en bild av detta fornminne      |
| Buttle 94:1  | Stensättning                     |              | Buttle, Gotland     |       | 57.398264, 18.476648 | 10090500940001 | Ladda upp en bild av detta fornminne      |
| Buttle 94:2  | Stensättning                     |              | Buttle, Gotland     |       | 57.398193, 18.476582 | 10090500940002 | Ladda upp en bild av detta fornminne      |
| Buttle 113:1 | Grav markerad av sten/block      |              | Buttle, Gotland     |       | 57.380219, 18.487457 | 10090501130001 | Ladda upp en bild av detta fornminne      |
| Buttle 113:2 | Stensättning                     |              | Buttle, Gotland     |       | 57.380268, 18.487745 | 10090501130002 | Ladda upp en bild av detta fornminne      |
| Buttle 124:1 | Husgrund, förhistorisk/medeltida |              | Buttle, Gotland     |       | 57.398805, 18.504640 | 10090501240001 | Ladda upp en bild av detta fornminne      |
| Buttle 124:4 | Husgrund, förhistorisk/medeltida |              | Buttle, Gotland     |       | 57.398961, 18.504136 | 10090501240004 | Ladda upp en bild av detta fornminne      |
| Buttle 151:1 | Gravfält                         |              | Buttle, Gotland     |       | 57.402322, 18.508574 | 10090501510001 | Ladda upp en bild av detta fornminne      |
| Buttle 160:1 | Stensättning                     |              | Buttle, Gotland     |       | 57.395843, 18.518909 | 10090501600001 | Ladda upp en bild av detta fornminne      |
| Buttle 164:1 | Stensättning                     |              | Buttle, Gotland     |       | 57.384995, 18.511321 | 10090501640001 | Ladda upp en bild av detta fornminne      |
| Buttle 164:2 | Stensättning                     |              | Buttle, Gotland     |       | 57.385052, 18.511555 | 10090501640002 | Ladda upp en bild av detta fornminne      |
| Buttle 177:1 | Stensättning                     |              | Buttle, Gotland     |       | 57.387893, 18.533681 | 10090501770001 | Ladda upp en bild av detta fornminne      |
| Buttle 177:2 | Stensättning                     |              | Buttle, Gotland     |       | 57.387499, 18.533625 | 10090501770002 | Ladda upp en bild av detta fornminne      |
| Buttle 178:1 | Stensättning                     |              | Buttle, Gotland     |       | 57.387581, 18.534581 | 10090501780001 | Ladda upp en bild av detta fornminne      |
| Buttle 178:2 | Stensättning                     |              | Buttle, Gotland     |       | 57.387477, 18.534627 | 10090501780002 | Ladda upp en bild av detta fornminne      |
| Buttle 178:3 | Stensättning                     |              | Buttle, Gotland     |       | 57.387548, 18.534728 | 10090501780003 | Ladda upp en bild av detta fornminne      |
| Buttle 178:4 | Stensättning                     |              | Buttle, Gotland     |       | 57.387566, 18.534919 | 10090501780004 | Ladda upp en bild av detta fornminne      |
| Buttle 183:1 | Husgrund, förhistorisk/medeltida |              | Buttle, Gotland     |       | 57.391165, 18.541165 | 11000000000389 | Ladda upp en bild av detta fornminne      |
| Buttle 191:1 | Gravfält                         |              | Buttle, Gotland     |       | 57.397674, 18.547331 | 10090501910001 | Ladda upp en bild av detta fornminne      |
| Buttle 198:1 | Husgrund, förhistorisk/medeltida |              | Buttle, Gotland     |       | 57.398438, 18.551094 | 10090501980001 | Ladda upp en bild av detta fornminne      |
| Buttle 202:1 | Husgrund, förhistorisk/medeltida |              | Buttle, Gotland     |       | 57.402540, 18.556025 | 10090502020001 | Ladda upp en bild av detta fornminne      |
| Buttle 206:1 | Husgrund, förhistorisk/medeltida |              | Buttle, Gotland     |       | 57.412069, 18.552832 | 11000000000396 | Ladda upp en bild av detta fornminne      |
| Buttle 207:1 | Husgrund, förhistorisk/medeltida |              | Buttle, Gotland     |       | 57.402091, 18.556281 | 11000000000397 | Ladda upp en bild av detta fornminne      |
| Buttle 212:1 | Husgrund, förhistorisk/medeltida |              | Buttle, Gotland     |       | 57.404754, 18.558577 | 10090502120001 | Ladda upp en bild av detta fornminne      |
| Buttle 213:1 | Röse                             |              | Buttle, Gotland     |       | 57.405570, 18.557852 | 10090502130001 | Ladda upp en bild av detta fornminne      |
| Buttle 213:2 | Stensättning                     |              | Buttle, Gotland     |       | 57.405530, 18.557610 | 10090502130002 | Ladda upp en bild av detta fornminne      |
| Buttle 214:1 | Röse                             |              | Buttle, Gotland     |       | 57.405837, 18.559036 | 10090502140001 | Ladda upp en bild av detta fornminne      |
| Buttle 221:1 | Husgrund, förhistorisk/medeltida |              | Buttle, Gotland     |       | 57.415641, 18.569769 | 11000000000403 | Ladda upp en bild av detta fornminne      |
| Buttle 222:1 | Husgrund, förhistorisk/medeltida |              | Buttle, Gotland     |       | 57.416023, 18.572239 | 10090502220001 | Ladda upp en bild av detta fornminne      |
| Buttle 236:1 | Hällristning                     |              | Buttle, Gotland     |       | 57.417416, 18.565986 | 11100000000577 | Ladda upp en bild av detta fornminne      |
| Buttle 247:1 | Stensättning                     |              | Buttle, Gotland     |       | 57.380107, 18.532649 | 10090502470001 | Ladda upp en bild av detta fornminne      |